# Bolitoglossa psephena
Espèce
Bolitoglossa psephena est une espèce d'urodèles de la famille des Plethodontidae.

## Répartition
Cette espèce est endémique du département de Chimaltenango au Guatemala. Elle se rencontre vers 2 500 m d'altitude dans la Sierra Madre de Chiapas.

## Description
Le seul spécimen observé lors de la description originale, la femelle holotype mesure 123,8 mm dont 52,3 mm pour la queue.

## Étymologie
Le nom spécifique psephena vient du grec psephena, sombre, obscur, en référence à la coloration uniformément sombre de cette espèce.

## Publication originale
- Campbell, Smith, Streicher, Acevedo & Brodie, 2010 : New salamanders (Caudata: Plethodontidae) from Guatemala, with miscellaneous notes on known species. Miscellaneous Publications, Museum of Zoology University of Michigan, no 200, p. 1-66.